# Polirhabdotos
Polirhabdotos is een monotypisch mosdiertjesgeslacht uit de familie van de Romancheinidae en de orde Cheilostomatida. De wetenschappelijke naam ervan is in 1987 voor het eerst geldig gepubliceerd door Hayward & Thorpe.

## Soort
- Polirhabdotos inclusum (Waters, 1904)